# Gare de Wilwisheim
Gare de Wilwisheim vasútállomás Franciaországban, Wilwisheim településen.

## Vasútvonalak
Az állomást az alábbi vasútvonalak érintik:
- Párizs-Strasbourg-vasútvonal

## Kapcsolódó állomások
A vasútállomáshoz az alábbi állomások vannak a legközelebb:
- Gare de Dettwiller (Gare de Saverne)
- Gare de Hochfelden (Gare de Sélestat)